# ペルトゥージオ
ペルトゥージオ（伊: Pertusio）は、イタリア共和国ピエモンテ州トリノ県にある、人口約700人の基礎自治体（コムーネ）。

## 地理

### 位置・広がり

#### 隣接コムーネ
隣接するコムーネは以下の通り。
- プラスコルサーノ
- リヴァーラ
- サン・ポンソ
- ヴァルペルガ